# Hordeum distichon

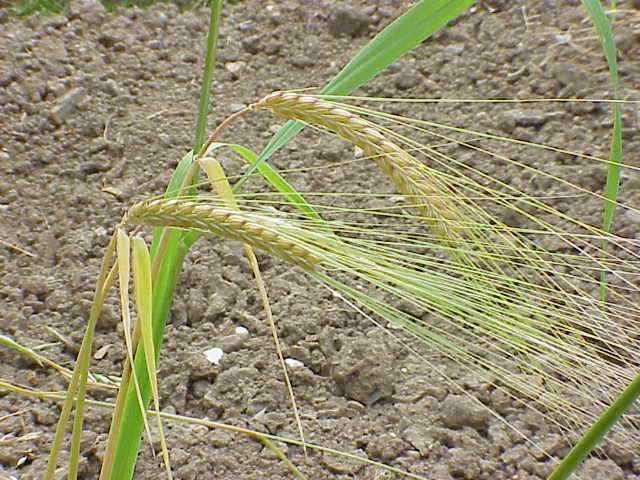
Hordeum distichon

Hordeum distichon es una planta herbácea con origen en Asia central que se ha extendido por el globo como producto alimenticio.

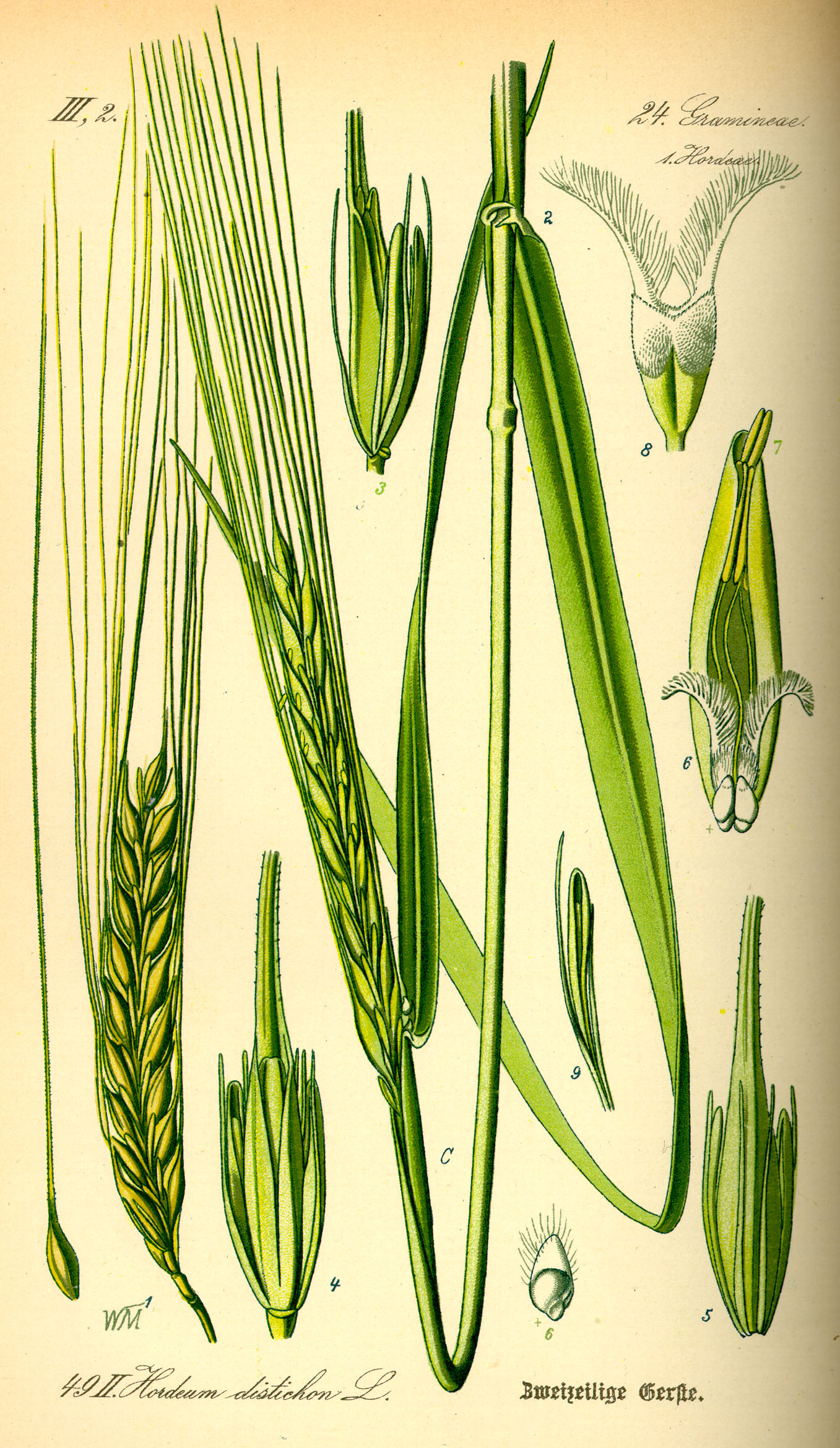
Ilustración

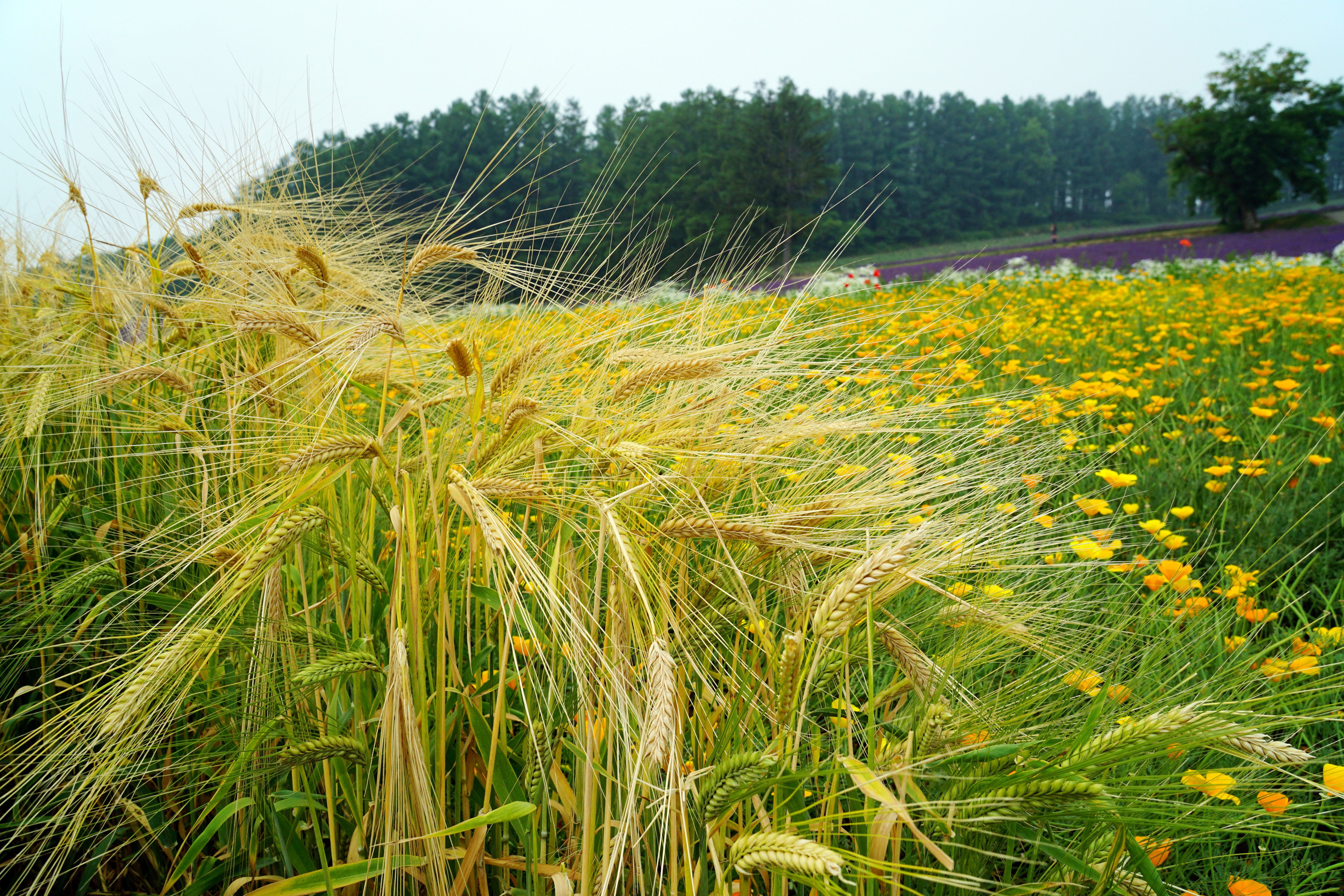
En su hábitat

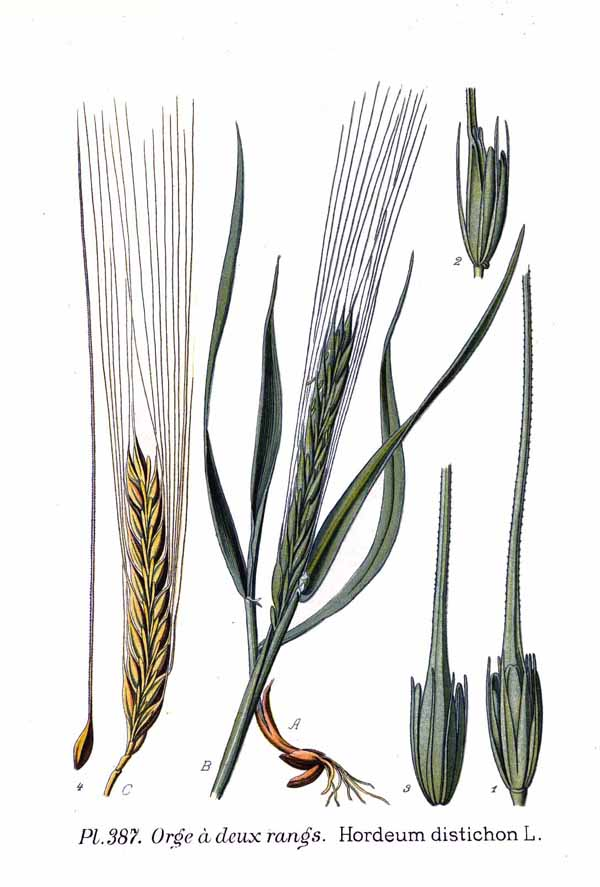
Ilustración

## Descripción
Espigas densas provistas de aristas largas, con las espículas dispuestas en grupos de dos. Glumas estrechas uninerviadas, aristadas, colocadas una al lado de la otra y enfrente de las espículas. Las dos espículas exteriores de cada terna son estériles o masculinas. 
La cebada de dos carreras es uno de los cereales cultivados de más antiguo; se cultiva aproximadamente desde hace 2800 años a. C. Es un cereal de importancia para el hombre y el ganado, sirve para hacer malta, muy usada para hacer cerveza. Produce una harina menos glutinosa y de menor valor para hacer pan que la del trigo, este último ha sustituido a la cebada para este fin.

## Taxonomía
Hordeum distichon fue descrita por Carlos Linneo y publicado en Species Plantarum 1: 85. 1753.
Etimología
Hordeum: nombre  antiguo latino para la cebada.
distichon: epíteto latíno que significa "en dos filas"
Sinonimia
- Hordeum aestivum Haller
- Hordeum anglicum R.E.Regel
- Hordeum bohemicum R.E.Regel
- Hordeum chevalieri R.E.Regel
- Hordeum colchicum R.E.Regel
- Hordeum deficiens Steud. ex A.Braun
- Hordeum elisabethpolense R.E.Regel
- Hordeum eriwanense R.E.Regel
- Hordeum europaeum R.E.Regel
- Hordeum germanicum R.E.Regel
- Hordeum glabrum R.E.Regel
- Hordeum imberbe Ard. ex Roem. & Schult.
- Hordeum irregulare Åberg & Wiebe
- Hordeum kentii R.E.Regel
- Hordeum korshinskianum R.E.Regel
- Hordeum laxum R.E.Regel
- Hordeum lenkoranicum R.E.Regel
- Hordeum monticola R.E.Regel
- Hordeum nudideficiens R.E.Regel
- Hordeum nudum (L.) Ard.
- Hordeum praecocius R.E.Regel
- Hordeum princeps R.E.Regel
- Hordeum richardsonii R.E.Regel
- Hordeum scandinavicum R.E.Regel
- Hordeum suecicum R.E.Regel
- Hordeum turkestanicum R.E.Regel
- Hordeum vilmorianum R.E.Regel
- Hordeum volhynicum R.E.Regel
- Hordeum werneri R.E.Regel
- Hordeum wolgense R.E.Regel
- Hordeum zeocriton L.
- Zeocriton commune P.Beauv.
- Zeocriton distichon (L.) P.Beauv.
- Zeocriton vulgare Gray[4]

## Nombres comunes
- cebada de dos carreras, cebada ladilla, hordiate, ordiate, cebada de abanico.[5]